# 楊敬遠
楊敬遠（?—?），河南省光州直隸州商城縣人，清朝政治人物、同進士出身。
光緒十八年（1892年），参加光緒壬辰科殿試，登進士三甲149名。同年五月，以主事分部学习。